# Turritopsis minor
Turritopsis minor is een hydroïdpoliep uit de familie Oceaniidae. De poliep komt uit het geslacht Turritopsis. Turritopsis minor werd in 1905 voor het eerst wetenschappelijk beschreven door Nutting. 